# 和泉明日香
和泉 明日香（2月7日—），日本漫畫家。東京都出身。

## 作品
- 死神的歌謠、全3冊、原名《しにがみのバラッド。》（原作：長谷川啟介）
- 蜥蜴王子、全2冊、原名
- 打造千金公主 、全2冊

## 外部連結
- （日語）